# Nieuw Amerika
Nieuw Amerika (Fries: Nij Amerika) is een buurtschap in de gemeente De Friese Meren, in de Nederlandse provincie Friesland. De buurtschap ligt in de streek Gaasterland tussen Balk en Nijemirdum. De buurtschap wordt omringd door natuurgebieden en bossen: de Bremer wildernis, de Starnumanbossen en het Lycklamabos. De buurtschap ligt aan de weg Nij Amerika en bestaat uit verspreide bebouwing.
De buurtschap is rond 1860 ontstaan. De plaatsnaam verwijst naar het werelddeel Amerika. Tot 1 januari 1984 behoorde Nieuw Amerika tot de gemeente Gaasterland waarna het tot 2014 tot de gemeente Gaasterland-Sloten behoorde.
Hoofdplaats: Joure     Stad: Sloten

Dorpen en gehuchten: Akmarijp · Bakhuizen · Balk · Bantega · Boornzwaag · Broek · Delfstrahuizen · Dijken · Doniaga · Echten · Echtenerbrug · Eesterga · Elahuizen · Follega · Goingarijp · Harich · Haskerhorne · Idskenhuizen · Kolderwolde · Langweer · Legemeer · Lemmer · Mirns · Nijehaske · Nijemirdum · Oldeouwer · Oosterzee · Oudega · Oudehaske · Oudemirdum · Ouwster-Nijega · Ouwsterhaule · Rijs · Rohel · Rotstergaast · Rotsterhaule · Rottum · Ruigahuizen · Scharsterbrug · Sint Nicolaasga · Sintjohannesga · Snikzwaag · Sondel · Terhorne · Terkaple · Teroele · Tjerkgaast · Vegelinsoord · Wijckel

Buurtschappen: Ballingbuur · Bargebek · Boornzwaag over de Wielen · Brekkenpolder · Commissiepolle · De Rijlst · Delburen · Finkeburen · Heide · Hooibergen · Nieuw Amerika · Onland · Schoterzijl (deels) · Schouw · Spannenburg · Tacozijl · Trophorne · Tweehuis · Vierhuis · Vrisburen · Westerend-Harich · Zevenbuurt

Friesland: Steden en dorpen      Nederland: Provincies · Gemeenten